# ستيف كوك (لاعب بلياردو أمريكي)
ستيف كوك (بالإنجليزية: Steve Cook)‏ هو لاعب بلياردو أمريكي ‏ أمريكي، ولد في 31 ديسمبر 1946، وتوفي في 21 أكتوبر 2003.